# غرب (بازی)
غرب (به انگلیسی: The-west) یک بازی رایانه‌ای تحت شبکه و تحت مرورگر و در ژانر نقش افرینی وماجراجوی در غرب وحشی است و به صورت real-time می‌باشد.
شما در این بازی می‌توانید کارهای گوناگونی همچون:دوئل، کار کردن، ایجاد یک شهر جدید و دژ دست بزنید همینطور در دفاع از دژ با دیگر بازیکنان در مقبل مهاجمین کمک کنید همینطور شما می‌توانید به عضویت یک شهر دیگر در بیاید و با کمک یکدیگر شهر را توسعه دهید.